# Maître du Boccace de Munich
Ne doit pas être confondu avec Maître du Boccace de Genève.

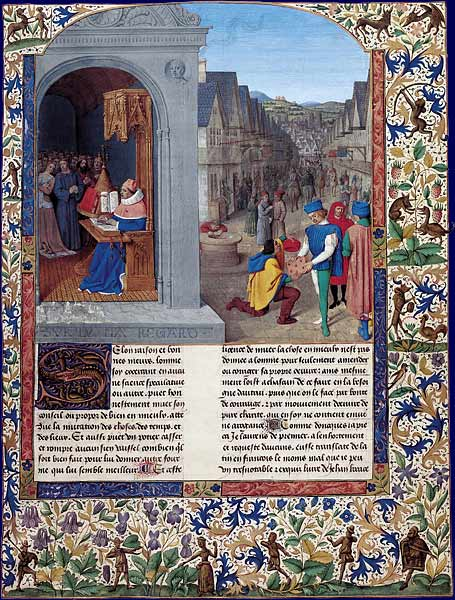
« Boccace écrivant le De casibus ; un messager remettant l'œuvre à Mainardo del Cavalcanti ». Boccace de Munich, fol. 10

Le Maître du Boccace de Munich est un maître anonyme et l'un des deux fils de Jean Fouquet, Louis ou François, actif de 1460-1465 à 1475-1480 environ, et qui est un enlumineur travaillant dans l'atelier de son père. Le nom de convention est proposé en 2003 par François Avril à l'occasion de l'exposition Jean Fouquet. L'identification avec l'un de ses fils est avancée dans un texte de l'exposition virtuelle dont voici les passages essentiels :
« 
À partir des années 1460, Jean Fouquet est solidement épaulé, dans son activité d'enlumineur, par un remarquable collaborateur (...) [qui] s'affirme pour la première fois dans les petites illustrations du Boccace de Munich. Il s'agit vraisemblablement d'un des fils de Fouquet, Louis ou François (...). Cet enlumineur exécute, sous la tutelle artistique de Fouquet, quelques très importants manuscrits, dont les célèbres Antiquités judaïques. (...) Proposée ici pour la première fois, la définition de cette nouvelle personnalité artistique oblige désormais à réviser l'étendue de l'activité de Fouquet comme enlumineur (...).  »
— François Avril, Fouquet et ses fils.
Le Maître du Boccace de Munich est sans doute l'un des relais les plus actifs dans la diffusion de l'art et des formules de Fouquet, bien au-delà des années 1500. Il pourrait notamment avoir fait le lien entre l'art de son père et Jean Bourdichon, d'une bonne génération plus jeune.

## Éléments biographiques et stylistiques

### L'identité du «Maître du Boccace de Munich»
L'activité de Jean Fouquet est soutenue par des aides qui ne constituent peut-être pas un « atelier » bien établi, mais comporte des peintres de haut niveau, bien formés et entraînés, familiers du style et de l'art de Jean Fouquet. Un collaborateur particulier se distingue, et le premier travail où cette coopération se manifeste et est d'envergure est un manuscrit de l'ouvrage Des cas des nobles hommes et femmes de Boccace, conservé à la Bayerische Staatsbibliothek de Munich et appelé « le Boccace de Munich ». François Avril avance la possibilité que cet artiste, qu'il nomme le Maître du Boccace de Munich, soit l'une des deux fils de Jean Fouquet. On sait que Fouquet a deux fils par une citation souvent reprise de Jean Brèche, jurisconsulte tourangeau, qui écrit vers 1553, : « Notre ville de Tours peut se prévaloir de ses artistes, qui sont nombreux et qui excellent dans les genres les plus divers. Parmi les sculpteurs se distingue Michel Colombe, un homme de chez nous, qui resta célibataire toute sa vie : il n'en est pas de meilleur. Parmi les peintres, il y a Jean Fouquet et ses fils, Louis et François. De leur temps également fleurissait Jean Poyet, qui l’emportait encore sur les Fouquet par sa science de la perspective et de la peinture. »
Le collaborateur de Jean Fouquet est un artiste intimement au courant de l’art de Jean Fouquet et dont la carrière, qu'on peut suivre de manière continue depuis les années 1460-1465 jusqu'à 1475-1480 environ. 
Cet auteur, imprégné du style de Fouquet, affirme une personnalité originale, un style et une facture picturale personnelle. Pour François Avril « l'exécution picturale est plus lourde, moins raffinée, presque négligée parfois, le dessin simplifié, épais et anguleux, n'a pas la ductilité des formes fouquettiennes; le modelé diffère nettement du modèle de Fouquet, fait rarement appel au camaïeu d'or (...) Pour les personnages, souvent lourds et costauds, la soldatesque notamment, ils n'ont pas  l'allure dégagée ni la vivacité de ceux des Heures d'Étienne Chevalier. Le peintre aime les points de vue plongeants et des dénivellations vertigineuses (...) ». L'harmonie colorée du Boccace de Munich comme des Antiquités judaïques n'a pas l'éclat des Heures d'Étienne Chevalier. L'ambiance est plus tamisée, les formes se dissolvent au fur et à mesure que l’on progresse vers le fond, les personnages se décolorent jusqu'à l'évanescence. La plupart des personnages d'arrière-plan ont un aspect de grisaille. Le peintre du Boccace de Munich affectionne les scènes de bataille au bord de fleuves s'enfonçant en zigzag dans le lointain.
Le Maître du Boccace de Munich disparait probablement vers la même époque que Jean Fouquet lui-même, autour de 1480, voir plus tôt.

### L'hypothèse du «Maître du Boccace de Munich»
Cet ensemble de particularités permet de définir la personnalité de l'artiste que François Avril nomme le « Maître du Boccace de Munich ». Ce style n'est pas propre au manuscrit du Boccace de Munich, et on le retrouve dans une série d'autres manuscrits exécutés sur une assez longue durée et apparentés du point de vue de la facture picturale, du graphisme et du chromatisme, et notamment les Antiquités judaïques.
Dans son article, François Avril prend toutes les précautions oratoires, les conditionnelles et les circonlocutions prudentes, pour présenter ce qu'il appelle une hypothèse, mais il argumente longuement et avec vigueur en sa faveur.
Marc Gil, lors de la recension du catalogue de l’exposition Fouquet, parle de l'attribution des manuscrits au Maître du Boccace de Munich en ces termes : « François Avril, bousculant toutes les certitudes sur le corpus du peintre jusqu'ici admis, avance une nouvelle hypothèse, sensationnelle, sur l'atelier ». Et il parle de l'« hypothèse hardie » d'attribuer au Maître du Boccace de Munich les Antiquités judaïques, alors que c'est le seul manuscrit explicitement attribué à Fouquet, par une note de François Robertet, secrétaire du duc de Bourbon. Ce livre était considéré, jusqu'à présent, comme la clé de voûte de l'œuvre de Fouquet. 
D'ailleurs, François Avril lui-même convient de la hardiesse de son hypothèse, dans un entretien d'avant l'exposition rapporté par Ughetto. Il relate qu'une fois engagé dans l’étude minutieuse des miniatures en vue de la rédaction du catalogue, qui se veut assez exhaustif, il va aboutir à des conclusions qu’il n’avait ni recherchées ni prévues, « à deux mois de la remise du catalogue ». C’est « à force de réfléchir, de comparer » que la découverte s’est imposée à lui, et l’a déstabilisé : « Mais c’est vrai que c’est choquant. Des collègues italiens étaient un peu décontenancés. Moi-même, je l’ai été. » 

### Formation

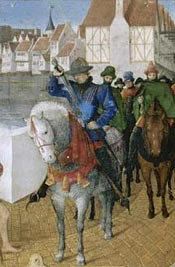
« Charité de saint Martin », Heures d'Étienne Chevalier (détail).

À partir du style de ses œuvres, on peut émettre des hypothèses sur la formation du Maître du Boccace de Munich. Il est en effet improbable qu'il ait été formé exclusivement par son père. François Avril relève, dans des scènes du Boccace de Munich, des éléments qui parlent en faveur d'un passage par l’atelier du Maître de Coëtivy, le probable Colin d'Amiens. Ainsi, dans les scènes de dédicace du Boccace de Munich et du Boëce de Dreux Budé du Maître de Coëtivy, on retrouve les mêmes vêtements aux plis cassés, les mêmes attitudes du traducteur agenouillé. Le Maître de Coëtivy en a peint plusieurs variantes semblables. D'autres indices de parenté créatrice sont des compositions d'une certaine verdeur, des inscriptions lapidaires, des gesticulations théâtrales.
Le séjour - ou le placement - auprès du Maître de Coëtivy peut avoir eu lieu autour de 1455-1460. Le père, Jean Fouquet, a alors entre quarante et quarante-cinq ans, et son fils pourrait être né entre 1440 et 1445 ce qui en fait, en 1455-1460, un adolescent apte à entrer en apprentissage. Il n'est pas impossible qu'il ait complété sa formation par un séjour en Italie. C'est lui, aidé sans doute par son autre frère, qui aurait tenu un rôle prépondérant à la firme Fouquet à partir de 1460. Au cours des années 1470, Jean Bourdichon apparaît à leur côté, notamment dans le deuxième volume des Antiquités judaïques, le Tite-Live de Versailles et le Tite-Live de Rochechouart.

### LeBoccace de Munich
|                                                     |                                             |
| « Pèlerins assoiffés » Boccace de Munich, folio 81. | « Crucifixion » Heures d'Étienne Chevalier. |

Plusieurs arguments plaident pour une participation de Jean Fouquet dans le Boccace de Munich : la conception de l’espace, les compositions ordonnées, le traitement de la figure humaine et des chevaux, les raccourcis fronteaux, une connaissance de la culture italienne, des costumes et des monuments romains. De plus, on repère des apparitions sporadiques de motifs ou de figures empruntés aux Heures de Chrétienne Chevalier, comme les pèlerins assoiffés au folio 81 du Boccace qui démarquent le groupe de soldats jouant aux dés la tunique du Christ dans la Crucifixion des Heures, ou également la figure de l'empereur à cheval au folio 310v du Boccace qui reprend la figure du Martyre de saint Jacques le Majeur des Heures. Le mouvement incurvé de la rue et le déclin arrondi vers le caniveau central, dans le folio 332, remontent également à la miniature de la Charité de saint Martin des Heures.
Des analogies ont pu être trouvées entre le Boccace de Munich et les Grandes Chroniques de France, sur la mise en scène notamment. Par exemple, dans le folio 183 des Grandes Chroniques et le folio 330v du Boccace de Munich, on trouve une construction voisine, avec la même muraille de ville, vue en fort raccourci, qui partage l'image en deux. En revanche, les deux images sont très différents du point de vue de la gamme chromatique et de la facture picturale; le sentiment de lumière et le coloris sont très différents.
|                                                             |                                                                |
| « Sacre de Louis VI le Gros » Grandes Chroniques, fol. 183. | « Guillaume III, roi de Sicile » Boccace de Munich, fol. 330v. |

Les illustrations du manuscrit du Boccace de Munich empruntent de nombreux éléments aux œuvres de Jean Fouquet, et notamment aux Heures d'Étienne Chevalier. Mais il ne s'agit que de citations et d'emprunts, et depuis longtemps, dit François Avril, on ne peut considérer ce manuscrit comme entièrement de la main de Fouquet. Il cite Paul Durrieu, puis d'autres historiens d'art qui considèrent que l'ensemble, s'il n'est pas toujours de la main de Fouquet, est trop homogène pour ne pas avoir été exécuté sous sa direction. François Avril considère que tout l'ouvrage, à l’exception du frontispice, est d'un unique auteur qu'il nomme le « Maître du Boccace de Munich ».

### LesAntiquités judaïques
| Les Antiquités judaïques   | Les Antiquités judaïques     |
| -------------------------- | ---------------------------- |
|                            |                              |
| Prise de Jéricho, fol. 89. | David et l'Amalécite.        |
|                            |                              |
| Prise de Jérusalem.        | Clémence de Cyrus, fol 230v. |

François Avril estime que, si on prend comme point de référence les Heures d'Étienne Chevalier, aucune des miniatures « fouquettiennes » des Antiquités judaïques ne permet de reconnaître la main de Jean Fouquet, en revanche, elle présentent des similitudes troublantes avec celles du Boccace de Munich. Il y a véritablement continuité d'esprit et de sensibilité ente le Boccace de Munich et les peintures fouquettiennes des Antiquités judaïques. Paul Durrieu, cité par François Avril, note de même :  « plus on scrute de près les deux œuvres [Boccace et Antiquités], plus on voit s'affirmer une série d'analogies(...). Des figures de guerriers sont tellement semblables que, si on les isolait, on ne saurait dire auquel des deux manuscrits elles appartiennent. » François Avril estime que la touche est plus épaisse, plus « laineuse », moins précise que dans les Heures d'Étienne Chevalier. 
L'ouvrage est composé de deux volumes, les Antiquités judaïques (BnF Fr. 247) et De la guerre des juifs (BnF, NAF. 21013). Le deuxième volume, De la guerre des juifs, plus tardif, est une collaboration avec Jean Bourdichon qui a alors rejoint l'atelier.
Le premier volume, les Antiquités judaïques, comporte un ex-libris apposé en 1488 par François Robertet, secrétaire du duc Pierre II de Bourbon, genre de Louis XI. Il attribue, sur les douze « histoires » que contient ce manuscrit, les trois premières à l'enlumineur du duc Jean de Berry et les neuf autres « au bon paintre et enlumineur du Roys Loys XIe, Jehan Fouquet natif de Tours ». François Avril pense que Robertet fait erreur dans cette attribution et qu'elles sont l'œuvre du Maître du Boccace de Munich. Le cycle fouquettien des illustrations est mis en scène selon un parti uniforme : le champ spatial se déroule sans interruption et par plans successifs jusqu'aux parties les plus éloignées de la miniature en évocations paysagères. Les acteurs sont placés au premier plan ou au plan médian et acquièrent ainsi une monumentalité certaine ; et ce sont les groupes et non plus les individus qui ont le rôle dominant. Dans la célèbre scène du siège de Jéricho (fol. 89), représentée sous l'aspect d'une ville du bord de Loire, Josué se distingue à peine de la procession des Juifs défilant devant lui. L'action elle-même est comme relativisée par le paysage paisible environnant. Les personnages des Antiquités sont, comme celles du Boccace des « figures de guerriers trapus, engoncés dans leurs cottes de mailles ou leurs armures ». « Les guerriers s'affrontent dans des mêlées bestiales (...), tels des bouchers à l'abattoir(...). Le sang ruisselle, les têtes roulent dans la poussière(...), avec une complaisance totalement étrangère au Fouquet des Heures d'Étienne Chevalier et même des Grandes Chroniques, où ces détails grand-guignolesques sont absents». De nombreux détails secondaires relient le Boccace de Munich et les Antiquités judaïques, comme les curieuses colonnes de marbre baguées à mi-hauteur, visible dans le Clémence de Cyrus (fol. 230v) et qui se trouvent dans plusieurs scènes du Boccace de Munich, ou encore les  rues de villes françaises vues en perspective dont le Maître du Boccace en offre une au folio 10 et qu'il reprend dans le Tite-Live de Rochechouart.

## Enluminures attribuées au Maître du Boccace de Munich
Dans le nouveau groupement opéré par François Avril, la liste des manuscrits dont les enluminures sont attribuées au Maître du Boccace de Munich est la suivante :  
| Image                                                         | Titre                                                            | Date                                                                       | Lieu de conservation | Description                                                                                              | Notes |
| ------------------------------------------------------------- | ---------------------------------------------------------------- | -------------------------------------------------------------------------- | --- | --- | --- |
|                                                               | Cicéron, Le livre de l'amitié (« De amicitia »)                  | 1460                                                                       | Londres, British Library, Harley 4329                                                                                           | 199 folios ; 14,7 × 9,5 cm                                                                               | Le livre de l'amitié n'occupe que les folios 130 - 192v du manuscrit Harley 4329 ; seule la miniature du folio 130 est du Maître. |
|                                                               | Boccace, Des cas des nobles hommes et femmes                     | 1458, 1459-1460 (frontispice), 1460-1465 env. pour les autres illustration | Bayerische Staatsbibliothek, Munich, Cod. Gall.6                                                                                | 352 folios ; 39,8 × 29,5 cm                                                                              | La miniature de frontispice (Le Lit de justice de Vendôme, fol. 2v) est de Jean Fouquet ; dix grandes et quatre-vingt petites miniatures attribuées au Maître du Boccace de Munich. |
|                                                               | Heures de Charles de France                                      | 1465 env.                                                                  | Paris, Bibliothèque Mazarine, Ms.473 ;                                                                                          | 218 feuillets ; 18,2 × 13,6 cm ; 18 miniatures                                                           | Miniature du Maître : Arrestation du Christ. |
| New-York, Metropolitan Museum of Art, The Cloisters, 58.71a,b | Heures de Charles de France                                      | 1465 env.                                                                  | Miniatures du Maître de Charles de France : 17 miniatures dont 2 achevées et une Annonciation conservée au Metropolitan Museum. | 218 feuillets ; 18,2 × 13,6 cm ; 18 miniatures                                                           | |
|                                                               | Flavius Josèphe, Les Antiquités Judaïques et La Guerre des Juifs | 1470 env.                                                                  | Paris, Bibliothèque nationale de France, Fr.247 et NAF. 21013                                                                   | 2 volumes de 312 et 310 folios ; 40,5 × 28 cm et 37,2 × 28 cm ; 11 grandes miniatures dans chaque volume | Manuscrit entamé vers 1415-1420 par les décorations de marges et lettrines ainsi que 3 miniatures (Maître du Josèphe et Maître du Hannibal de Harvard). Une mention de François Robertet indique que Jean Fouquet est l'auteur des miniatures, mais elle est mise en doute par François Avril.                       |
|                                                               | Heures d'Anne de Beaujeu, dame de Baudricourt                    | 1465-1475 env.                                                             | Paris, Bibliothèque nationale de France, NAL.3187                                                                               | 214 folios ; 16 × 11,2 cm ; 29 miniatures                                                                | Les six miniatures « fouquettiennes »: Mariage de la Vierge, Portement de Croix, Crucifixion, David, Trois morts et les trois vifs, Christ en buste. |
|                                                               | Heures à l'usage de Rome ou Heures de La Haye                    | 1470-1475 env.                                                             | La Haye, Bibliothèque royale, ms. 74 G 28                                                                                       | 98 folios ; 14,5 × 10 cm                                                                                 | Seule miniature attribuée au Maître du Boccace de Munich : La Crucifixion, fol. 47v. |
|                                                               | Tite-Live de Versailles                                          | 1475 env.                                                                  | Paris, Bibliothèque nationale de France, Fr.273-274                                                                             | deux volumes de 362 et 298 folios ; 40 × 29 cm                                                           | Le texte et les enluminures secondaires datent des années 1450 et viennent de Bruges. Le Maître collabore avec Jean Bourdichon en réalisant une dizaine de miniature. |
|                                                               | Tite-Live de Rochechouart                                        | 1470 - 1480 env.                                                           | Paris, Bibliothèque nationale de France, Fr.20071                                                                               | 208 folios ; 52,2 × 37,2 cm ; 4 grandes miniatures et 48 petites                                         | Les décorations marginales sont antérieures, attribuées à l'atelier du Maître de Jouvenel (années 1450). Le Maître collabore avec Jean Bourdichon. Le fol.5 ci-contre (ou son dessin) est généralement attribué à la main de Jean Fouquet lui-même. Le manuscrit est achevé dans le style de Jean Pichore vers 1500. |
|                                                               | Heures de François de Bourbon-Vendôme                            | 1475 - 1480 env.                                                           | Paris, Bibliothèque de l'Arsenal, Ms.417                                                                                        | 89 folios ; 13,8 × 9,6 cm ; 4 grandes miniatures et 48 petites                                           | 1 miniature attribuée au Maître (Les Trois Prophètes, fol. 23v), collaboration avec Bourdichon et un autre Maître anonyme. |

François Avril ajoute également trois livres d'heures appartenant à ce qu'on appelle la « production commerciale de l'atelier Fouquet ». Ils se distinguent par la mise en page notamment : au lieu de s'étendre sur toute la page, l'illustration est cantonnée dans le cadre de la surface écrite, et un encadrement végétal accompagné parfois d'animaux de fantaisie entoure les miniatures. Ces ouvrages s'adressent à une clientèle moins raffinée, mais fortunée, comme Louis Malet de Graville, personnage important de la cour sous le règne de Louis XI. Les Heures sont petites, et les miniatures de composition quasi identiques. Ce sont des procédés typiques du travail commercial, où les modèles servent de canevas de base auquel l'enlumineur apporte des aménagements divers, en particulier en intervertissant les couleurs des personnages, de sorte qu'aucun livre n'est identique à l'autre et qu'ils ont néanmoins un air de famille. Le livre à l'usage de Paris présente une surabondance de devises, dont « Hale ce moine », « La haine ly ennuy », « Je m'en lace », et dont la signification est inconnue.
| Image | Titre                                      | Date           | Lieu de conservation                    | Description                                       | Notes |
| ----- | ------------------------------------------ | -------------- | --------------------------------------- | ------------------------------------------------- | --- |
|       | Heures à l'usage de Rome                   | 1470 env.      | Paris, BnF, Lat. 13305                  | 293 folios ; 13,5 × 9,5 cm                        | Attribué au Maître. Proche dans leur fine exécution des miniatures du Tite-Live de Versailles                                             |
|       | Heures à l'usage de Paris ou Hale ce moine | 1465-1470 env. | Paris, BnF, NAL 3203                    | 167 folios ; 93 × 70 mm ; 15 miniatures           | Attribué au Maître. Jean Fouquet aurait peut-être peint lui-même la double page de l'Annonciation.                                        |
|       | Heures de Louis Malet de Graville          | 1470 env.      | San Marino, Huntington Library, HM 1163 | 293 folios ; 9,5 × 7,0 cm ; nombreuses miniatures | La grande peinture du Dieu de majesté (fol. 13v) rend le rapprochement évident. L'ensemble des petites miniatures peut lui être attribué. |